# Chacarita
Chacarita est un des quartiers de la ville de Buenos Aires, capitale de la République d'Argentine. Le quartier est délimité par les artères suivantes : Avenida Elcano, les voies du chemin de fer General Urquiza, Avenida Del Campo, Avenida Garmendia, Avenida Warnes, Avenida Dorrego, puis les voies ferrées du chemin de fer General San Martín, Avenida Córdoba, Avenida Dorrego et Avenida Álvarez Thomas.
C'est sur son territoire que se trouve la gare Estación Federico Lacroze, point de départ du chemin de fer General Urquiza, et donc de la ligne de banlieue Urquiza. 
Le jour du quartier est le 28 juin.

## Chiffres
- Population : 27 440 habitants en 2001.
- Superficie : 2,8 km2.
- Densité : 9 800 habitants/km2.